# مدرسة غلوستر
مدرسة غلوستر هي مدرسة دولية خاصة تقع في برغن (ساكسونيا السفلى), ألمانيا.

## الروابط الخارجية
1. ↑  A Brief History ~ Hohne camp 1936 to present day at www.truppenuebungsplatzbergen.com. Accessed on 30 January 2013. نسخة محفوظة 20 أبريل 2016 على موقع واي باك مشين.

- School website نسخة محفوظة 22 يونيو 2014 على موقع واي باك مشين.
- SCE Schools Germany
- Archives – معهد التعليم (جامعة لندن)